# Fernando Chomalí Garib
Fernando Natalio Chomalí Garib (ur. 10 marca 1957 w Santiago) – chilijski duchowny rzymskokatolicki, doktor nauk teologicznych specjalizujący się w teologii moralnej, biskup pomocniczy Santiago de Chile w latach 2006–2011, arcybiskup metropolita Concepción w latach 2011–2023, administrator apostolski sede vacante diecezji Osorno w latach 2014–2015, arcybiskup metropolita Santiago de Chile od 2023, kardynał prezbiter od 2024.

## Życiorys

### Prezbiterat
Święcenia kapłańskie przyjął 6 kwietnia 1991 z rąk abp. Carlosa Oviedo Cavady. Inkardynowany do archidiecezji Santiago de Chile, był m.in. delegatem arcybiskupim ds. duszpasterstwa akademickiego, wykładowcą w seminarium w Santiago oraz papieskiej uczelni w tymże mieście, a także moderatorem archidiecezjalnej kurii.

### Episkopat
6 kwietnia 2006 został mianowany biskupem pomocniczym archidiecezji Santiago, ze stolicą tytularną Noba. Sakry biskupiej udzielił mu ówczesny nuncjusz apostolski w Chile – arcybiskup Aldo Cavalli.
20 kwietnia 2011 papież Benedykt XVI mianował go arcybiskupem Concepción. Ingres odbył się 24 maja 2011.
25 października 2023 papież Franciszek mianował go arcybiskupem metropolitą Santiago de Chile. Ingres odbył się 16 grudnia 2023. W latach 2021–2023 był wiceprzewodniczącym Konferencji Episkopatu Chile. W 2023 został wybrany przewodniczącym tego gremium.
6 października 2024 podczas modlitwy Anioł Pański papież Franciszek ogłosił jego nominację kardynalską. Na konsystorzu 7 grudnia 2024 został kreowany kardynałem prezbiterem kościoła św. Maura opata. Brał udział w konklawe 2025, które wybrało papieża Leona XIV.